# لیبنیتس
لیبنیتس (به آلمانی: Leibnitz District) یک ناحیه در اتریش است که در اشتایرمارک واقع شده‌است. لیبنیتس ۷۵٬۷۷۵ نفر جمعیت دارد.